# Aguardiente Antioqueño
 (août 2021).
L'Aguardiente Antioqueño est un spiritueux sec produit par la Fábrica de Licores de Antioquia (FLA). Il existe trois variantes : bouchon bleu, bouchon rouge et bouchon vert. Il a un arôme anisé, une couleur transparente et peut être bu mélangé ou pur. Il est distillé à partir de mélasses, de miel et de sucre de canne.

## Historique
En 2015, FLA exporte pour la première fois ses bouteilles d'Aguardiente Antioqueño vers la Chine et vise le développement des exportations pour se développer face à un marché colombien peu dynamique et gangréné par la contrebande. En 2023, FLA réalise les plus fortes ventes d'Aguardiente Antioqueño de son histoire.

## Activités
C'est l'une des liqueurs colombiennes les plus réputées au niveau international. Elle est notamment exportée au Canada, en Espagne, aux États-Unis, au Mexique et au Royaume-Uni, dans des bouteilles en verre ou en plastique, ou en tétrabriques.
FLA, anciennement appelée Sacatín, fabrique également d'autres produits, tels que le rhum, la vodka, le gin, la crème de café et la crème de menthe, bien que son produit phare soit l'aguardiente. Aujourd'hui, afin d'économiser sa production, la FLA a déplacé la production d'aguardiente en Bolivie.
L'Aguardiente Antioqueño est étroitement liée à la culture Paisa (paysanne colombienne), et on la retrouve dans les festivals régionaux à Antioquia et dans tout le pays.